# Karl Friedrich Wilhelm Reichel
Karl Friedrich Wilhelm Reichel (* 12. März 1798 in Berlin; † 16. September 1862 ebenda) war ein preußischer Generalmajor.

## Leben

### Herkunft
Seine Eltern waren Johann Karl Reichel und dessen Ehefrau Maria Karoline, geborene Würst. Sein Vater war Geheimer Kriegsrat und General-Kriegszahlmeister bei der Generalmilitärkasse.

### Militärkarriere
Reichel trat am 26. Mai 1813 als Pionier in die 2. Schlesische Festungs-Pionierkompanie der Preußischen Armee ein und avancierte bis Mitte Juni 1815 zum Sekondeleutnant. Am 20. August 1816 wurde er in die 1. Ingenieur-Brigade versetzt, wo er am 29. August 1818 Premierleutnant und Adjutant bei Chef des Ingenieurkorps wurde. Am 27. April 1822 folgte seine Beförderung zum Kapitän und am 7. April 1827 die Versetzung zum Festungsbau nach Thorn. Am 29. September 1828 wurde er zum Adjutanten der 1. Ingenieurinspektion ernannt und dieser aggregiert. Außerdem war Reichel ab dem 18. April 1834 Mitglied der Studienkommission der Artillerie- und Ingenieurschule. Er kam am 18. April 1837 als Ingenieuroffizier vom Platz nach Glogau und wurde in die 2. Ingenieurinspektion versetzt. Daran schloss sich am 3. Juni 1841 mit der Ernennung zum Festungsbaudirektor in Posen die Versetzung in die 1. Ingenieurinspektion an. Im Jahr 1843 erhielt Reichel den sächsischen Zivilverdienstorden III. Klasse. Am 30. März 1844 wurde er zum Major befördert und am 30. September 1851 als Inspekteur in die 1. Festungsinspektion versetzt. Dort wurde am 23. März 1852 Oberstleutnant und am 22. März 1853 zum Oberst befördert. Unter Verleihung des Charakters als Generalmajor wurde Reichel am 4. Mai 1858 mit Pension zur Disposition gestellt und am 18. Oktober 1861 anlässlich der Krönungsfeierlichkeiten von König Wilhelm I. mit dem Roten Adlerorden II. Klasse mit Eichenlaub ausgezeichnet.
Er starb am 16. September 1862 in Berlin und wurde am 19. September 1862 auf dem Garnisonfriedhof beigesetzt.

### Familie
Am 18. Oktober 1821 heiratete Reichel in Berlin Christiane Caroline Wilhelmine Bychelberg (1796–1873), die Tochter des Majors der Artillerie Christian David Bychelberg (1765–1836). Seine Frau wurde am 10. Dezember 1873 ebenfalls auf dem Garnisonfriedhof beigesetzt. Das Paar hatte mehrere Kinder:
- Karl Ernst Hermann (* 1822)
- Maria Auguste Wilhelmine Elisabeth (* 1823)
- Ulrike Wilhelmine Auguste (* 1824)